# Persone di nome Brian/Attori
| Questa pagina contiene informazioni ricavate automaticamente dalle voci biografiche con l'ausilio del template Bio e di un bot. L'aggiornamento è periodico e automatico e ricostruisce completamente la pagina. Se manca una persona in questa lista, sei pregato di non aggiungerla, ma accertati piuttosto che la sua voce biografica contenga il template Bio e che i dati anagrafici siano correttamente compilati. Se il template Bio manca, inseriscilo tu stesso o, in alternativa, metti l'avviso {{tmp\|Bio}} che ne segnala la mancanza. Se i dati riportati sono sbagliati, correggi direttamente la voce biografica; le modifiche saranno visibili in questa lista entro pochi giorni. Per chiarimenti vedi il progetto antroponimi. La lista contiene solo le 57 persone che sono citate nell'enciclopedia e per le quali è stato implementato correttamente il template Bio. Pagina aggiornata al 16 ott 2024. |

Questa è una lista di persone presenti nell'enciclopedia che hanno il nome Brian e sono attori.

## A(1)
- Brian Aherne, attore e scrittore inglese (Birmingham, n. 1902 - Venice, † 1986)

## B(9)
- Brian Gleeson, attore irlandese (Dublino, n. 1987)
- Brian Backer, attore statunitense (New York, n. 1956)
- Brian Baumgartner, attore statunitense (Atlanta, n. 1972)
- Brian Bedford, attore britannico (Morley, n. 1935 - Santa Barbara, † 2016)
- Brian Benben, attore statunitense (Winchester, n. 1956)
- Brian Bloom, attore e doppiatore statunitense (Long Island, n. 1970)
- Brian Bonsall, attore statunitense (Torrance, n. 1981)
- Brian Bosworth, attore e ex giocatore di football americano statunitense (Oklahoma City, n. 1965)
- Brian Bradley, attore, scrittore e produttore cinematografico statunitense (Des Moines, n. 1971)

## C(4)
- Brian Cant, attore, conduttore televisivo e scrittore britannico (Ipswich, n. 1933 - Denville Hall, † 2017)
- Brian Capron, attore britannico (Eye, n. 1947)
- Brian Patrick Clarke, attore statunitense (Gettysburg, n. 1952)
- Brian Cox, attore britannico (Dundee, n. 1946)

## D(6)
- Brian Deacon, attore inglese (Oxford, n. 1949)
- Brian Delate, attore statunitense (Trenton, n. 1949)
- Brian Dennehy, attore e regista statunitense (Bridgeport, n. 1938 - New Haven, † 2020)
- Brian H. Dierker, attore statunitense (Flagstaff, n. 1955)
- Brian Dietzen, attore statunitense (Barrington, n. 1977)
- Brian d'Arcy James, attore e cantante statunitense (Saginaw, n. 1968)

## F(1)
- Brian Fortune, attore irlandese (Dublino, n. 1965)

## G(5)
- Brian George, attore e doppiatore israeliano (Nahariya, n. 1952)
- Brian Geraghty, attore statunitense (Toms River, n. 1975)
- Brian Glover, attore, wrestler e insegnante inglese (Sheffield, n. 1934 - Londra, † 1997)
- Brian Goodman, attore, regista e sceneggiatore statunitense (Boston, n. 1963)
- Brian Austin Green, attore, produttore televisivo e produttore cinematografico statunitense (Los Angeles, n. 1973)

## H(6)
- Brian Haley, attore statunitense (Seattle, n. 1963)
- Brian Hallisay, attore statunitense (Washington, n. 1978)
- Brian Tyree Henry, attore statunitense (Fayetteville, n. 1982)
- Brian Hooks, attore statunitense (Bakersfield, n. 1973)
- Brian Howe, attore statunitense
- Brian G. Hutton, attore e regista statunitense (New York, n. 1935 - Los Angeles, † 2014)

## K(4)
- Brian Kelly, attore statunitense (Detroit, n. 1931 - Voorhees, † 2005)
- Brian Kerwin, attore statunitense (Chicago, n. 1949)
- Brian Klugman, attore statunitense (Filadelfia, n. 1975)
- Brian Krause, attore statunitense (Lake Forest, n. 1969)

## L(2)
- Brian Letscher, attore statunitense (Grosse Pointe, n. 1972)
- Brian Libby, attore statunitense (Stati Uniti d'America, n. 1949 - Stati Uniti d'America, † 2018)

## M(6)
- Brian Markinson, attore statunitense (Brooklyn, n. 1961)
- Brian McCardie, attore britannico (Glasgow, n. 1965 - Glasgow, † 2024)
- Brian McNamara, attore statunitense (Long Island, n. 1960)
- Brian Murphy, attore britannico (Ventnor, n. 1932)
- Brian Doyle-Murray, attore, doppiatore e sceneggiatore statunitense (Chicago, n. 1945)
- Brian Murray, attore e doppiatore sudafricano (Johannesburg, n. 1937 - New York, † 2018)

## O(1)
- Brian O'Halloran, attore statunitense (Manhattan, n. 1969)

## P(3)
- Brian Part, attore e musicista statunitense (Los Angeles, n. 1962)
- Brian Posehn, attore, doppiatore e sceneggiatore statunitense (Sacramento, n. 1966)
- Brian Poth, attore statunitense (Tulare, n. 1975)

## S(2)
- Brian J. Smith, attore statunitense (Allen, n. 1981)
- Brian Stokes Mitchell, attore, cantante e compositore statunitense (Seattle, n. 1957)

## T(4)
- Brian Tarantina, attore statunitense (New York, n. 1959 - New York, † 2019)
- Brian Thompson, attore statunitense (Ellensburg, n. 1959)
- Brian Tochi, attore e doppiatore statunitense (Los Angeles, n. 1959)
- Bob Todd, attore, comico e personaggio televisivo britannico (Faversham, n. 1921 - Sussex, † 1992)

## V(1)
- Brian Van Holt, attore statunitense (Waukegan, n. 1969)

## W(2)
- Brian Patrick Wade, attore e culturista statunitense (Los Angeles, n. 1978)
- Brian J. White, attore statunitense (Boston, n. 1975)